# Lidový architekt SSSR
Lidový architekt SSSR (rusky Народный архитектор СССР) byl čestný titul Sovětského svazu založený roku 1967, který byl udílen architektům za mimořádné výsledky v přípravě strategického plánu rozvoje nebo při architektonickém zpracování významných budov.

## Historie a pravidla udílení
Čestný titul Lidový architekt SSSR byl založen dekretem prezidia Nejvyššího sovětu Sovětského svazu dne 12. srpna 1967. Udílen byl za speciální služby v oblasti rozvoje sovětské architektury, za vynikající tvůrčí činnost v oblasti městského plánování, za vytváření moderních civilních, průmyslových i venkovských architektonických komplexů, budov a struktur, které získaly celonárodní uznání.
Poprvé byl tento čestný titul udělen dne 20. října 1970. Naposledy byl titul udělen dne 23. října 1991. Celkem byl udělen 45 lidem.

## Popis odznaku
Odznak čtyřúhelného tvaru o rozměrech 22,5 × 23,5 mm je vyroben z pozlaceného tombaku. Uprostřed odznaku je nápis v cyrilici Народный архитектор СССР. Pod nápisem je obrázek srpu a kladiva. Všechny obrázky a nápisy jsou konvexní.
Odznak je pomocí očka spojen s pozlacenou obdélnou botkou o rozměrech 18 × 21 mm. Na botce jsou v její spodní části vavřínové větve. K botce je připojena červená stužka z hedvábného moaré.